# Geomyphilus barrerai
Geomyphilus barrerai är en skalbaggsart som beskrevs av Islas 1955. Geomyphilus barrerai ingår i släktet Geomyphilus och familjen Aphodiidae. Inga underarter finns listade i Catalogue of Life.